# Adile Naşit
Adile Naşit (17 de junio de 1930 - 11 de diciembre de 1987), nacida en Adela, fue una de las comediantes más populares de Turquía. Fue actriz de teatro y cine. También era conocida en su país por el apodo de Adile Teyze (Tía Adile). 

## Carrera
Adile fue una actriz turca, compañera de Münir Özkul en películas como Happy Days y Hababam Sınıfı (Hababam Class). También protagonizó muchas obras de teatro, películas y un programa para niños llamado Uykudan Önce (Antes de dormir) como cuentacuentos. Ella protagonizó junto a Kemal Sunal , Münir Özkul y otros prominentes actores y actrices turcos.
Ganó el premio Naranja de Oro a mejor actriz por la película İşte Hayat en el Festival Internacional de Cine de Antalya en 1976.

## Biografía
Como hija de un comediante turco y una actriz de teatro nacida en Armenia, formó parte de una familia artística. Su padre, Naşit Bey, fue llamado "el famoso hombre que hizo reír al sultán Abdul Hamid". Su madre fue la actriz de teatro turco-armenia-griega Amelya Hanım, y su hermano fue el actor de teatro Selim Naşit Özcan.  El sitio web oficial del Museo de las Mujeres, de Estambul, afirma que su abuela fue Küçük Virjin, una famosa bailarina griega nacida en 1870, la cual fue la primera bailarina de canto griega en el Imperio Otomano. Su esposo, Yorgi, y dos de sus hijos, Andre y Niko, fueron todos músicos, mientras que su hija, Amalia, la madre de Adile, también se convirtió en bailarina de canto y actriz de teatro.
Estuvo casada dos veces, la primera vez con Cemal Ince y posteriormente con el actor de teatro Ziya Keskiner, con quien contrajo nupcias en 1950. De este matrimonio nació su hijo Ahmet. Su hijo murió en 1966. n el mismo año también murió su madre, Amelya Hanım.    

## Muerte
Murió a los 57 años por cáncer colorrectal el 11 de diciembre de 1987, y fue enterrada en el cementerio de Karacaahmet.
El 17 de junio de 2016, como conmemoración por los 86.º años de su nacimiento, Google le dedicó un Google Doodle.

## Filmografía seleccionada
| Año  | Título                       |
| ---- | ---------------------------- |
| 1960 | Cumbadan Rumbaya             |
| 1973 | Mi Hermano Querido           |
| 1974 | Mavi Boncuk                  |
| 1975 | Ah Nerede                    |
| 1975 | Hababam Sınıfı               |
| 1976 | Süt Kardeşler                |
| 1976 | Tosun PaşUn                  |
| 1976 | Hababam Sınıfı Sınıfta Kaldı |
| 1977 | Saban, Hijo de Saban         |
| 1977 | Hababam Sınıfı Tatilde       |
| 1977 | Gülen Gözler                 |
| 1977 | Sakar Şakir                  |
| 1978 | Kibar Feyzo                  |
| 1978 | Días felices                 |
| 1981 | Davaro                       |
| 1984 | Şabaniye                     |
| 1984 | Namuslu                      |